# 塔尔拉克乡
塔尔拉克乡，是中华人民共和国新疆维吾尔自治区巴音郭楞蒙古自治州轮台县下辖的一个乡镇级行政单位。

## 行政区划
塔尔拉克乡下辖以下地区：
库木墩村、塔尔拉克村、阿克布拉克村和牧业村。